# Нојфелдерког
Нојфелдерког (њем. Neufelderkoog) општина је у њемачкој савезној држави Шлезвиг-Холштајн. Једно је од 115 општинских средишта округа Дитмаршен. Према процјени из 2010. у општини је живјело 134 становника. Посједује регионалну шифру (AGS) 1051077.

## Географски и демографски подаци
Нојфелдерког се налази у савезној држави Шлезвиг-Холштајн у округу Дитмаршен. Општина се налази на надморској висини од 0 метара. Површина општине износи 9,8 km². У самом мјесту је, према процјени из 2010. године, живјело 134 становника. Просјечна густина становништва износи 14 становника/km².